# レオデガル (オータン司教)
ポワティエのレオデガル (ラテン語: Leodegarius; フランス語: Léger; 615年頃 – 679年10月2日) は、メロヴィング朝時代のブルグンディア出身の聖人。オータン司教。聖シグラダの子で、聖ワリヌスの兄弟。
この時代のメロヴィング朝フランク王国は分王国が並立して覇権を争う混沌状態にあり、レオデガルは当時最大の権力者だったネウストリア宮宰エブロインへの有力な反対者だった。錐で目に穴をあけられる拷問の末に死去し、殉教者・聖人とされた。

## 前半生
レオデガルの父はブルグンディアの上級貴族でポワティエ伯・パリ伯だったボディロン、母はソワソンの聖マリ―修道院の修道女であった聖シグラダである。 
クロタール2世治下のパリで育ち、宮廷で高度教育を受けた。その後ポワティエの大聖堂の学校に送られ、母方の叔父のポワティエ司教デジデリウスのもとで学んだ。20歳ごろ、レオデガルはデジデリウスから助祭長に任じられた。
間もなくして司祭となり、650年ごろにポワティエの聖マクセンティウス修道院に配属された。 すぐに大修道院長に上ったレオデガルは、聖ベネディクトの戒律の導入などの改革を始めた。

## 政治への参与
656年ごろ、レオデガルはクローヴィス2世の寡婦バルティルドによりネウストリアに呼ばれ、彼女の子供たちを教育する傍らフランク王国の政治に関与するようになった。この頃のメロヴィング朝の統一フランク王は主にネウストリアを統治していたが、アウストラシアではピピン家の宮宰グリモアルド1世がメロヴィング家の王太子（後のダゴベルト2世）をアイルランドに追放し、自らの息子のキルデベルトをアウストラシア王としていた。659年、レオデガルはブルグンディアのオータン司教に任じられた。ここでも彼は改革の指揮を執り、661年に評議会を催した。この評議会ではマニ教が批判され、三位一体を旨とするアタナシオス信条が承認された。彼は世俗化していた聖職者や教会を正し、町に三つの洗礼堂を建設した。 またサン＝ナゼールの教会を拡張し、貧者のための収容所をつくった。さらに公共施設の建物やローマ時代以来のオータンの城壁を修復した。 こうした諸政策の成功によってレオデガルの権威は高まり、ブルグンディアのフランク人貴族の指導者とみなされるようになった。
一方アウストラシアでは、662年にキルデベルト養子王が死去し、ネウストリア宮宰エブロインの影響下にあるキルデリク2世がアウストラシア王に即位した。その母でネウストリア摂政だったバルティルドは、エブロインにより彼女自身が建てたパリの修道院に入れられた。673年にネウストリア・ブルグンディア王クロタール3世が死去すると、エブロインはテウデリク（後のテウデリク3世）を担いだが、レオデガルら聖職者たちはテウデリクの兄であるキルデリク2世を推して成功し、キルデリク2世は全フランクの王となった。エブロインはリュクスイユ＝レ＝バンに左遷され、テウデリクはサン＝ドニに送られた。

## 左遷
レオデガルは宮廷にとどまり、若い王を補佐した。しかし673年か675年、聖人伝によれば、キルデリク2世といとことの結婚に反対したためレオデガルもリュクスイユ＝レ＝バンに送られた。 彼はアウストラシアの貴族も影響下に収めており、政敵にとっては極めて危険な人物として陰謀の対象となったのである。673年にキルデリク2世が不満分子に暗殺されると、テウデリク3世がネウストリア王に即位し、レウデシウスが宮宰となった。この混乱の中リュクスイユ＝レ＝バンでは、ライバルであるエブロインとレオデガルが相手に先んじて宮廷に舞い戻ろうと競っていた。間もなくエブロインは陰謀によりレウデシウスの暗殺に成功し宮宰に返り咲いたが、相変わらずレオデガルは彼にとって最大の政敵であった。

## 受難と死
675年ごろ、シャロン＝シュル＝マルヌ司教にしてヴァランス司教だったシャンパーニュの公がエブロインの扇動によりオータンを侵略し、レオデガルを捕縛した。レオデガルは目を抉られ眼窩を焼かれ、舌を切られた。679年、テウデリク3世はエブロインの讒言によりレオデガルにキルデリク2世殺しの罪を着せた。裁判でレオデガルは降級され、フェカンへ追放されることになった。その途中アルトワ付近のサルシングで、レオデガルはエブロインの命を受けた兵により森に引き出され、斬首された。

### 一次資料
- Liber Historiae Francorum, edited by B. Krusch, in MGH SS rer. Merov. vol. ii.
- Passio Leudegarii I & II, edited by B. Krusch and W. Levison, in MGH SS rer. Merov. vol v.
- Vita sancti Leodegarii, by Ursinus, then a monk of St Maixent (Migne, Patrilogia Latina, vol. xcvi.)
- Vita metrica in Poetae Latini aevi Carolini, vol. iii. (Mod. Germ. Hist.)
- Epistolae aevi Merovingici collectae 17, edited by W. Gundlach, in MGH EE vol iii.

### 二次史料
- Adriaan Breukelaar: レオデガル (オータン司教). In: Biographisch-Bibliographisches Kirchenlexikon (BBKL). Band 4, Bautz, Herzberg 1992, ISBN 3-88309-038-7, Sp. 1466–1468.
- この記事にはアメリカ合衆国内で著作権が消滅した次の百科事典本文を含む: Chisholm, Hugh, ed. (1911). “Ebroïn”. Encyclopædia Britannica (英語). Vol. 8 (11th ed.). Cambridge University Press. p. 844.
- J. Friedrich, Zur Geschichte des Hausmeiers Ebroin, in the Proceedings of the Academy of Munich (1887, pp. 42–61)
- J. B. Pitra, Histoire de Saint Léger (Paris, 1846)